# Jewgeni Jurjewitsch Tomaschewski
Jewgeni Jurjewitsch Tomaschewski (russisch Евгений Юрьевич Томашевский, wiss. Transliteration Evgenij Tomaševskij; * 1. Juli 1987 in Saratow) ist ein führender russischer Schachmeister.

## Leben
Tomaschewski wurde 1997 russischer Jugendmeister U10, 2001 Sieger der Alterskategorie U18, im selben Jahr spielte er erstmals an der russischen Erwachsenenmeisterschaft in Elista, wo er als 14-Jähriger beinahe 50 Prozent der Punkte sammelte und sich achtbar schlug. Bei der Jugendweltmeisterschaft U16 in Kallithea (Chalkidiki) 2003 errang er Bronze, bei der Jugendweltmeisterschaft U18 in Iraklio im Folgejahr wurde er Vizeweltmeister nach dem Polen Radosław Wojtaszek. 2005 qualifizierte er sich erneut für das Finale der russischen Meisterschaft in Moskau, die in diesem Jahr besonders stark besetzt war und von Sergei Rublewski gewonnen wurde.
Im selben Jahr verlieh die FIDE Tomaschewski den Großmeistertitel. Die erforderlichen Normen erfüllte er im Juli 2001 beim Czech Open in Pardubice, im August 2004 bei einem GM-Turnier in Saratow und im November 2004 bei einem Turnier in Serpuchow. 2006 teilte er Platz eins beim Czech Open in Pardubice und Platz zwei in der Höchsten Liga Russlands, dem Qualifikationsturnier in Tomsk zur russischen Meisterschaft im selben Jahr, bei der Tomaschewski ein geteilter fünfter Rang gelang. 2007 wurde er nach Jewgeni Alexejew geteilter Zweiter (mit Dmitri Jakowenko, Ni Hua und Wang Yue) beim sehr stark besetzten Aeroflot Open in Moskau. Im selben Jahr teilte er Platz eins in der Höchsten Liga Russlands in Krasnojarsk und qualifizierte sich erneut zum Finale im selben Jahr. In diesem wiederum in Moskau ausgetragenen Finale errang Tomaschewski hinter Alexander Morosewitsch und Alexander Grischtschuk die Bronzemedaille. Im März 2009 gewann er in Budva die Europameisterschaft nach Stichkampf gegen Wladimir Malachow.
Tomaschewski nahm viermal am Schach-Weltpokal teil. Während er 2007, 2009 und 2011 jeweils in der dritten Runde scheiterte, erreichte er 2013 durch Siege gegen Alejandro Ramírez, Wesley So, Lewon Aronjan, Alexander Morosewitsch und Gata Kamsky das Halbfinale, in dem er Dmitri Andreikin unterlag. Er gewann im August 2015 mit einem halben Punkt Vorsprung auf Sergei Karjakin die Russische Schachmeisterschaft. Im Juni 2016 erhielt Tomaschewski den Ehrentitel Verdienter Meister des Sports. Seine Ehefrau Lidija (geb. Tomnikowa), mit der er seit 2014 verheiratet ist, trägt den Titel einer Internationalen Meisterin der Frauen (WIM).

## Nationalmannschaft
Mit der russischen Nationalmannschaft nahm Tomaschewski an den Schacholympiaden 2010 (in der zweiten Mannschaft) und 2012 teil und erreichte 2012 mit der Mannschaft den zweiten Platz. An der Mannschaftsweltmeisterschaft nahm er 2010 und 2015 teil, er gewann 2010 mit der russischen Mannschaft und erreichte 2015 das zweitbeste Ergebnis am dritten Brett. Bei seinen Teilnahmen an Mannschaftseuropameisterschaft erreichte er mit der Mannschaft 2009 den zweiten, 2013 den dritten Platz und gewann 2015.

## Vereine

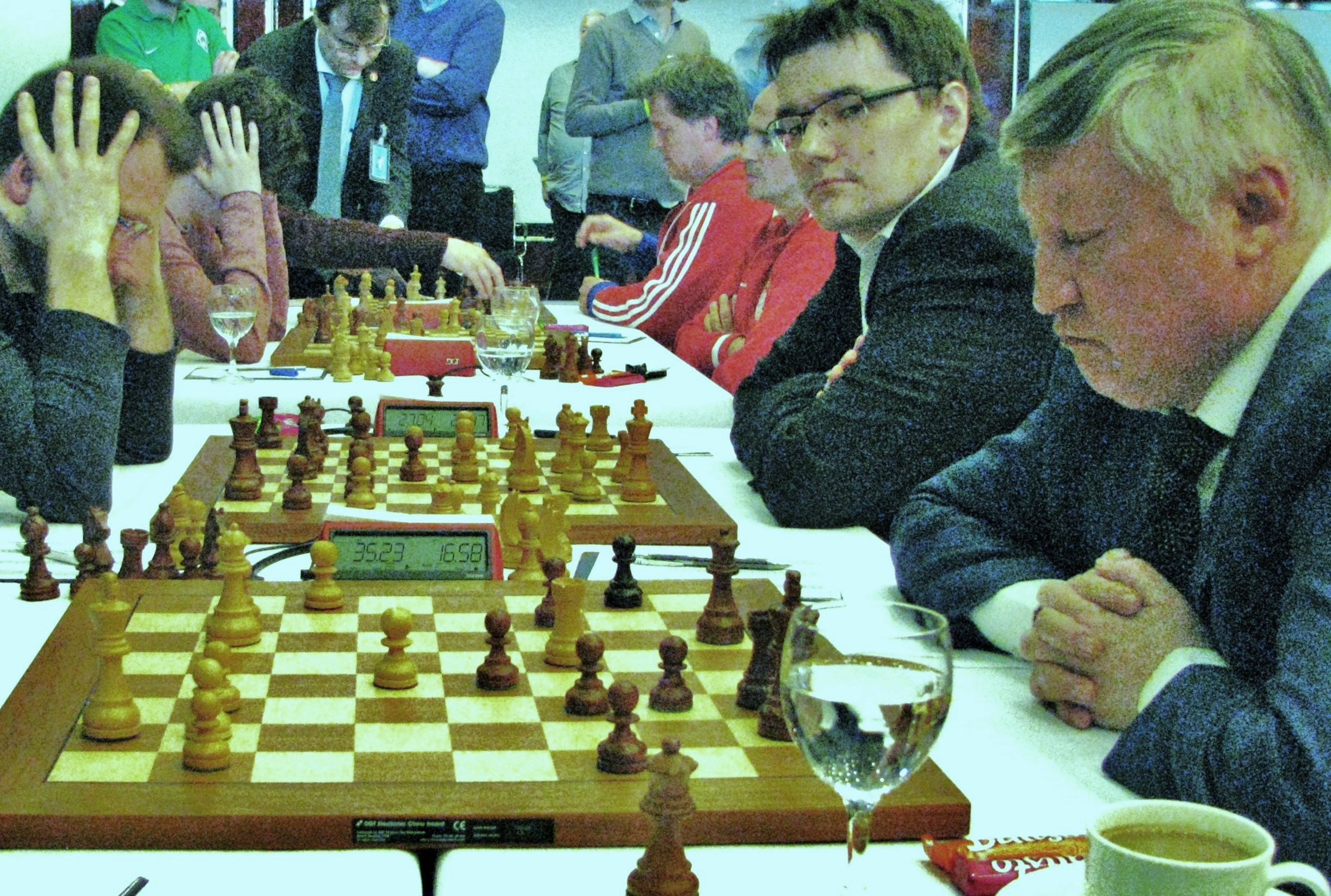
Tomashevsky neben Anatoli Karpov (re.) in der Partie gegen Tigran Gharamian (li.) bei der Bundesliga-Finalrunde 2017 in Berlin

In der russischen Mannschaftsmeisterschaft spielte Tomaschewski 2002 für GShK Saratow, 2005 bis 2013 für Ekonomist-1 Saratow und 2014 für Jugra Chanty-Mansijsk. Mit Ekonomist-1 Saratow nahm er auch in den Jahren 2007 bis 2012 am European Club Cup teil und gewann diesen 2009 und 2010. 2015 nahm Tomaschewski mit dem SK Alkaloid Skopje am European Club Cup teil. In der deutschen Bundesliga spielt Tomaschewski seit der Saison 2015/16 für die SV 1930 Hockenheim, in der chinesischen Mannschaftsmeisterschaft spielte er 2019 für Chongqing Jiulongpo Yucai.